# Clemens Hasse
Clemens Hasse (* 13. April 1908 in Königsberg; † 28. Juli 1959 in New York, USA) war ein deutscher Schauspieler und Synchronsprecher.

## Werdegang
Der Sohn eines Verwaltungsbeamten besuchte zwei Jahre lang die Schauspielschule des Preußischen Staatstheaters in Berlin. Ab der Saison 1929/30 gehörte er nach seinem Debüt als Edler von Henstedt in Das Käthchen von Heilbronn zu dessen Ensemble des Staatstheaters. Dort spielte Hasse bis zur kriegsbedingten Schließung 1944.
Seinen ersten Film drehte er 1932 mit Ja, treu ist die Soldatenliebe. Später spielte er in Der Mann, der Sherlock Holmes war an der Seite von Heinz Rühmann. Mit ihm drehte er 1944 auch Die Feuerzangenbowle, in der er den Schüler Rudi Knebel spielte, der jeden Schülerstreich Rühmanns mitmacht. Seine Rollen waren meist klein, Hasse verkörperte vornehmlich gute Kumpels, auf die man sich verlassen kann, so den Maschinenmaat Sonntag in U-Boote westwärts!.
Darüber hinaus arbeitete er umfangreich in der Synchronisation und lieh seine Stimme international bekannten Schauspielkollegen wie Eddie Albert (Die Wurzeln des Himmels), Lou Costello (u. a. in Abbott und Costello treffen Frankenstein), José Ferrer (Fegefeuer), Oliver Hardy (Erstsynchronfassung von Schrecken der Kompanie, Die Tanzmeister) und Sidney James (Maxie macht Karriere) sowie dem weißen Kaninchen in der deutschen Fassung von Disneys Alice im Wunderland. Hasse stand 1944 auf der Gottbegnadeten-Liste.
Nach dem Krieg spielte Hasse ab 1947 am Schlossparktheater und ab 1951 auch am Schillertheater. Er trat nun nur noch sporadisch im Nachkriegskino auf, so in Der Hauptmann und sein Held (1956) oder im Rühmann-Film Der Mann, der nicht nein sagen konnte (1958). Clemens Hasse, der mit der Schauspielerin Ursula Diestel verheiratet war, starb am 28. Juli 1959 im Alter von 51 Jahren in New York, wo er sich zur Hochzeit seiner Tochter aufhielt, an einem Herzschlag. Er wurde in Berlin auf dem Friedhof Dahlem beigesetzt.

## Filmografie (Auswahl)
- 1932: Ja, treu ist die Soldatenliebe
- 1932: Die elf Schill’schen Offiziere
- 1932: An heiligen Wassern
- 1935: Glückspilze
- 1936: Kater Lampe
- 1936: Der müde Theodor
- 1936: Boccaccio
- 1936: Alles für Veronika (Fräulein Veronika)
- 1936: Ritt in die Freiheit
- 1937: Der Mann, der Sherlock Holmes war
- 1937: Kapriolen
- 1937: Wie einst im Mai
- 1938: Verwehte Spuren
- 1938: Am seidenen Faden
- 1938: Seputat & Co.
- 1938: Nanon
- 1938: Pour le Mérite
- 1939: Paradies der Junggesellen
- 1939: Kennwort Machin
- 1939: Die Reise nach Tilsit
- 1940: Die unvollkommene Liebe
- 1940/42: Der große König
- 1941: U-Boote westwärts!
- 1941: Sein Sohn
- 1941: Der Strom
- 1941/43: Nacht ohne Abschied
- 1942: Rembrandt
- 1942: Hab mich lieb!
- 1942: Sophienlund
- 1943: Ich vertraue Dir meine Frau an
- 1943: Immensee
- 1943: Großstadtmelodie
- 1943: Ein glücklicher Mensch
- 1943: Liebesbriefe
- 1943: Nora
- 1943: Besatzung Dora
- 1943/44: Eine kleine Sommermelodie (UA: 1982)
- 1944: Die Feuerzangenbowle
- 1944: Träumerei
- 1945: Der Mann im Sattel (UA: 2000)
- 1945: Der Puppenspieler (unvollendet)
- 1948: Vor uns liegt das Leben
- 1948: Berliner Ballade
- 1949: Der große Mandarin
- 1949: Quartett zu fünft
- 1953: Der keusche Josef
- 1954: Canaris
- 1955: Herr über Leben und Tod
- 1955: Der Hauptmann und sein Held
- 1955: Du darfst nicht länger schweigen
- 1956: Ein Mädchen aus Flandern
- 1956: Skandal um Dr. Vlimmen
- 1958: Solang noch Untern Linden
- 1958: Der Mann, der nicht nein sagen konnte
- 1958: Meine 99 Bräute
- 1959: Liebe, Luft und lauter Lügen

## Theater
- 1930: George Ciprian: Der Mann mit dem Klepper (Gymnasiast) – Regie: Ernst Legal (Schiller Theater Berlin)
- 1932: Sigmund Graff: Die endlose Straße – Regie: Leopold Lindtberg (Schiller Theater Berlin)
- 1934: Sigmund Graff: Die Heimkehr des Matthias Bruck (Franz Bruck) – Regie: Lothar Müthel (Staatliches Schauspielhaus Berlin)
- 1937: Johann Wolfgang von Goethe:  Götz von Berlichingen mit der eisernen Hand (Knappe Georg) – Regie: Hans-Joachim Büttner (Theater des Volkes Berlin)
- 1937: Otto Ernst: Flachsmann als Erzieher (Franz Römer) – Regie: Franz Sondinger (Theater der Jugend Berlin)
- 1939: Johann Wolfgang von Goethe: Egmont – Regie: Gustaf Gründgens (Staatliches Schauspielhaus Berlin)
- 1939: Paul Armont, Léopold Marchand: Der Bridgekönig – Regie: Wolfgang Liebeneiner (Staatstheater Berlin – Kleines Haus, Nürnberger Straße)
- 1945: Ernst Schröder: Kreuzberger Krippenspiel 1945 (König aus dem Morgenland) – Regie: Ernst Schröder (Hebbel-Theater Berlin)
- 1946: Georg Kaiser: Der Soldat Tanaka (Kamerad Wada) – Regie: Willi Schmidt (Hebbel-Theater Berlin)
- 1947: Nikolai Gogol: Die Heirat (Freier) – Regie: Boleslaw Barlog (Schlosspark Theater Berlin)
- 1948: Franz Grillparzer: Weh dem, der lügt (Küchenjunge Leon) – Regie: Hugo Schrader (Theater der Jugend Berlin)
- 1948: Carl Zuckmayer: Des Teufels General (Adjutant Lüttjohann) – Regie: Boleslaw Barlog (Schlosspark Theater Berlin)
- 1948: John Steinbeck: Von Mäusen und Menschen (Whit) – Regie: Willi Schmidt (Schlosspark Theater Berlin)
- 1948: Gotthold Ephraim Lessing: Minna von Barnhelm (Just) – Regie: Willi Schmidt (Schlosspark Theater Berlin)
- 1949: Bella Spewack, Sam Spewack: Glück in Hollywood (Komponist) – Regie: Boleslaw Barlog (Schlosspark Theater Berlin)
- 1949: Jacques Deval: Wir armen Erdenbürger (André Perrot) – Regie: Günter Rennert (Schlosspark Theater Berlin)
- 1949: Molière: Der Menschenfeind (Acaste) – Regie: Lothar Müthel (Schlosspark Theater Berlin)
- 1950: Lope de Vega: Die Launen der Dona Belisa (Lakai) – Regie: Leonard Steckel (Schlosspark Theater Berlin)
- 1950: Molière: Der Menschenfeind (Acaste) – Regie: Lothar Müthel (Schlosspark Theater Berlin)
- 1953: Gerhart Hauptmann: Rose Bernd – Regie: Karl-Heinz Stroux (Schiller Theater Berlin)
- 1955: Molière: Die Schule der Frauen – Regie: Leopold Lindtberg (Schlosspark Theater Berlin)
- 1956: Ernst Barlach: Der arme Vetter (Zollwächter) – Regie: Hans Lietzau (Schiller Theater Berlin)
- 1956: William Shakespeare: Heinrich IV. (Pistol) – Regie: Josef Gielen (Schiller Theater Berlin)
- 1957: Marcel Pagnol: Gottes liebe Kinder – Regie: Boleslaw Barlog (Schiller Theater Berlin)
- 1957: Thomas Chatterton: Eine Tragödie – Regie: Willi Schmidt (Schlosspark Theater Berlin)
- 1957: Ferdinand Raimund: Der Bauer als Millionär (Der Hass) – Regie: Rudolf Steinboeck (Schiller Theater Berlin)